# مام سيوه دين (سقز)
قرية مام سيوه دين (بالكردية: مام سێوەدین) هي إحدى القرى التابعة لـذو الفقار في ريف قسم سرشيو من مقاطعة سقز، في محافظة كردستان الإيرانية.

## السكان
حسب إحصاءات سنة 2006، بلغ إجمالي السكان في مام سيوه دين 121 نسمة وعدد المساكن 22 مسكن. لغة سكان مام سيوه دين هي اللغة الكردية و هم من أهل السنة والجماعة والمذهب الشافعي.